# Odard d'Aulnay
Odard d'Aulnay ou Oudard d'Aulnay († vers 1235) est seigneur d'Aulnay et maréchal de Champagne à la fin du XIIe siècle et au début du XIIIe siècle. Il est le fils d'Érard Ier, seigneur d'Aulnay, et d'Adeline d'Arzillières.

## Biographie
Il succède à son père comme seigneur d'Aulnay en 1185 à la mort de ce dernier.
En 1190, il accompagne le comte Henri II lors de la troisième croisade et participe au siège de Saint-Jean-d'Acre.
Il devient maréchal de Champagne vers 1206 et succède dans cette fonction à Geoffroi de Villehardouin, date à laquelle celui-ci semble se fixer en Orient après à la quatrième croisade mais qui conserve le titre de manière honorifique, et qui avait déjà succédé au père d'Odard. Il résigne à cette charge en juillet 1227 contre une rente viagère de 30 livres versée par le comte de Champagne Thibaut IV, mais conserve toutefois le titre de manière honorifique. Il semble avoir été remplacé dans cette charge par Geoffroy de Louppy, bien que son fils Érard II d'Aulnay semble avoir porté également le titre de maréchal selon certaines sources.
En 1211, il est choisi avec Oger de Saint-Cheron pour arbitrer un litige entre la comtesse de Champagne Blanche de Navarre et le comte de Saint-Pol Gaucher de Châtillon.
En 1212, il est désigné avec Gui Pied-de-Loup pour régler un démêlé entre la comtesse Blanche de Navarre et le chapitre de la cathédrale de Reims au sujet du territoire de la Neuville-au-Pont ainsi que pour poser les bornes qui doivent délimiter le territoire.
La même année, il concourt avec les plus grands seigneurs champenois à l'ordonnance de Champagne de 1212 sur le règlement de succession des fiefs et sur les duels.
En 1213, il est appelé à déposer dans l'enquête sur la légitimité du mariage du comte Henri II avec Isabelle Ire de Jérusalem en Terre sainte, à la suite de la réclamation d'Érard de Brienne qui entrainera la guerre de succession de Champagne.
En mai 1213, il vend aux moines de Saint-Memmie la justice de ce qu'il possédait à Sogny pour la somme de 10 livres et conserva dans ce lieu le gîte qu'il y tenait de la comtesse Blanche.
En 1214, il est traduit devant la justice ecclésiastique pour le fief qu'il tient de Blanche, et cette dernière obtient du pape Innocent III une bulle en date du 25 février 1215 par laquelle ce pontife charge l'abbé de Trois-Fontaines et les prieurs d'Hoéricourt et de Passeloup d'examiner si, ainsi que Blanche le prétend, la poursuite contre Odard doit cesser.
En 1215, Blanche donne à Vilain d'Aulnay, fils d'Odard, à charge d'hommage lige, des biens situés à Goncourt et qu'elle avait achetés à Manasses de Favresse. A cette occasion, Odard fait une déclaration où il convient que son autre fils sera lige du fief qu'il tient de Blanche, mais sauf la legeité de Guy II de Dampierre.
En 1216, il est désigné comme arbitre de Blanche de Navarre dans un différend qui l'oppose à Philippe-Auguste au sujet de l'établissement d'un marché à Champlost, dont le fief relevait du comté de Champagne mais qui était situé sur la marche du royaume de France.
En 1217, il participe à la fondation du prieuré d'Epineuseval.
En février 1219, il reçoit de Blanche le village de Maffrécourt qu'elle avait confisqué sur Gilles de Saint-Jean, partisan d'Érard de Brienne lors de la guerre de succession de Champagne, et reconnaît qu'elle pourra le lui reprendre pour le rendre aux enfants de Gilles de Saint-Jean.
En mai 1221, il est désigné comme arbitre avec Lambert Bouchu pour juger des contestations entre Thibaut IV et Guillaume II de Dampierre.
En avril 1233, il est avec Henri des Bordes choisi pour arbitre d'un différend entre Thibaut IV et l'abbaye d'Avenay, sur la question de savoir si Thibaut avait droit de gîte à Avenay.

## Mariage et enfants
Il épouse Galienne ou Julienne, dont le nom de famille est inconnu, dont il a au moins trois enfants :
- Érard d'Aulnay, qui succède à son père.
- Gérard ou Geoffroi d'Aulnay.
- Vilain d'Aulnay, tige de la branche dites des barons d'Arcadie.

## Source
- Marie Henry d'Arbois de Jubainville, Histoire des Ducs et Comtes de Champagne, 1865.
- V. Pergant, Simples notes pour servir à une statistique historique du canton de Vitry, 1875.